# OAP Bratislava
OAP Bratislava (celým názvem: Oddiel armádnych pretekárov [pretěkárou], česky Oddíl armádních závodníků) byl slovenský fotbalový klub existující v letech 1941–1944 a reprezentující armádu Slovenského státu. V roce 1940 vydal ministr obrany Ferdinand Čatloš rozkaz, podle kterého všichni fotbalisté ve výkonu základní vojenské služby museli hrát za nově vytvořený armádní klub. Ten byl založen 21. ledna 1941 a hned první rok se probojoval do nejvyšší soutěže. V roce 1943 se OAP stal mistrem Slovenska. Hráli za něj přední fotbalisté jako Jozef Marko, Michal Benedikovič a další. Příslušníci OAP měli tu výhodu, že se vyhnuli bojovému nasazení. V roce 1944, kdy se Tisův režim ocitl na pokraji zániku, ukončil klub činnost a hráči byli povoláni do zbraně.

## Historické názvy
- 1941 – Armádna XI[1]
- 1942 – OAP Bratislava (Oddiel armádnych pretekárov Bratislava)

## Umístění v jednotlivých sezonách
Legenda: Z – zápasy, V – výhry, R – remízy, P – porážky, VG – vstřelené góly, OG – obdržené góly, +/− – rozdíl skóre, B – body, červené podbarvení – sestup, zelené podbarvení – postup, světle fialové podbarvení – přesun do jiné soutěže
| Slovensko (1941 – 1944) |                   |        |    |    |   |   |    |    |     |    |        |
| Sezóny                  | Liga              | Úroveň | Z  | V  | R | P | VG | OG | +/− | B  | Pozice |
| 1941/42                 | Slovenská divize  | 2      | 20 | 16 | 1 | 3 | 90 | 30 | +60 | 33 | 1.     |
| 1942/43                 | 1. slovenská liga | 1      | 22 | 17 | 3 | 2 | 91 | 26 | +65 | 37 | 1.     |
| 1943/44                 | 1. slovenská liga | 1      | 22 | 14 | 3 | 5 | 57 | 26 | +31 | 31 | 2.     |

## Hráčský kádr 1941/42
Ján Šarmír – Viliam Vanák, Ján Hrivnák, Tibor Kováč, Jozef Tibenský, Karol Gašpar, Martin Matúšek, Gabriel Ferenčík, Jozef Kuchár, Pavol Oslanský, Ľudovít Dubovský, Štefan Stankovič, … Fekete, Vojtech Fedor, Jaroslav Kvasnica, Anton Pažický – trenér Leopold Šťastný

## Hráčský kádr 1942/43
Theodor Reimann, Ján Šarmír – Viliam Vanák, Pavol Golian, Ján Hrivnák, Tibor Kováč, František Nagy, Jozef Tibenský, Karol Gašpar, František Bolček, Jozef Bielek, Jozef Baláži, Milan Riedl, Jozef Kuchár, Pavol Oslanský, František Vysocký, Miroslav Petrášek, Jozef Ulehla, Rudolf Janček, … Kordoš, Michal Štibrányi, Ľudovít Venutti, Štefan Rampáček, Pavol Beniač – trenér Leopold Šťastný

## Hráčský kádr 1943/44
Theodor Reimann, František Boledovič – Vladimír Venglár, Ferdinand Macháček, Ondrej Lörinc, Mikuláš Kaššay, Jozef Marko, Michal Benedikovič, Štefan Gürtler, Štefan Šipka, Michal Vičan, František Kušnír, Július Korostelev, Anton Beleš, František Nagy, Jozef Baláži, Miroslav Petrášek, František Vysocký, Vojtech Zachar – trenér Leopold Šťastný